# Geschichte Lesothos

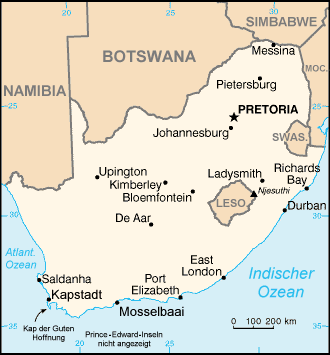
Lesotho, umgeben von der Republik Südafrika

Die Geschichte Lesothos umfasst die Geschichte des modernen Königreichs Lesotho und dessen kolonialen Vorläufers Basutoland sowie die vorkoloniale Geschichte dieses Gebietes. Lesotho liegt im südlichen Afrika, sein Staatsgebiet ist heute komplett von der Republik Südafrika umgeben.

## Frühgeschichte
Das Bergland von Lesotho wurde etwa 25.000 v. Chr. von den San, einem Jäger- und Sammlervolk, besiedelt. Von den zahlreichen Höhlen- und Felsmalereien, die diese Volk im Südlichen Afrika hinterlassen hat, sind etwa 5000 in Lesotho zu finden, beispielsweise bei Ha Baroana etwa 50 Kilometer östlich von Maseru.
Während der Wanderung der Bantu-Stämme, die etwa im 4. bis 5. Jahrhundert begann, gelangten die Nguni-Völker in das südliche Afrika und ließen sich als Bauern und Hirten nieder. Während der nächsten Jahrhunderte wurde das Gebiet des heutigen Lesotho von Norden kommend von den Bantu besiedelt. Die bis dahin dort ansässigen San wurden von den Basotho- und verwandten Tswana-Gruppen etwa ab dem 11. Jahrhundert immer weiter verdrängt und sind heute in diesen Regionen Südafrikas und Lesothos gar nicht mehr beheimatet. Teilweise wurden sie aber assimiliert. Dies ist unter anderem an der Sprache Sesotho erkennbar, die typische San-Laute enthält. Ab dem 14. Jahrhundert umfasste das Siedlungsgebiet der Basotho große Teile der heutigen südafrikanischen Provinz Freistaat und den Westteil des heutigen Lesotho, wobei der Siedlungsschwerpunkt an den fruchtbaren Ufern des Caledon lag. Die Bantu lebten dort in kleinen Gemeinschaften hauptsächlich von Ackerbau und Viehzucht, wobei der Mangel an nutzbarem Land immer wieder zu Unruhen unter benachbarten Stämmen führte.

## Die Herrschaft von Moshoeshoe I.

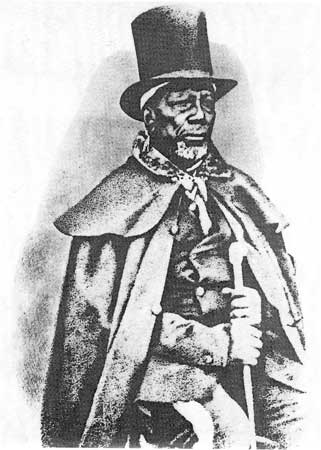
Moshoeshoe I.

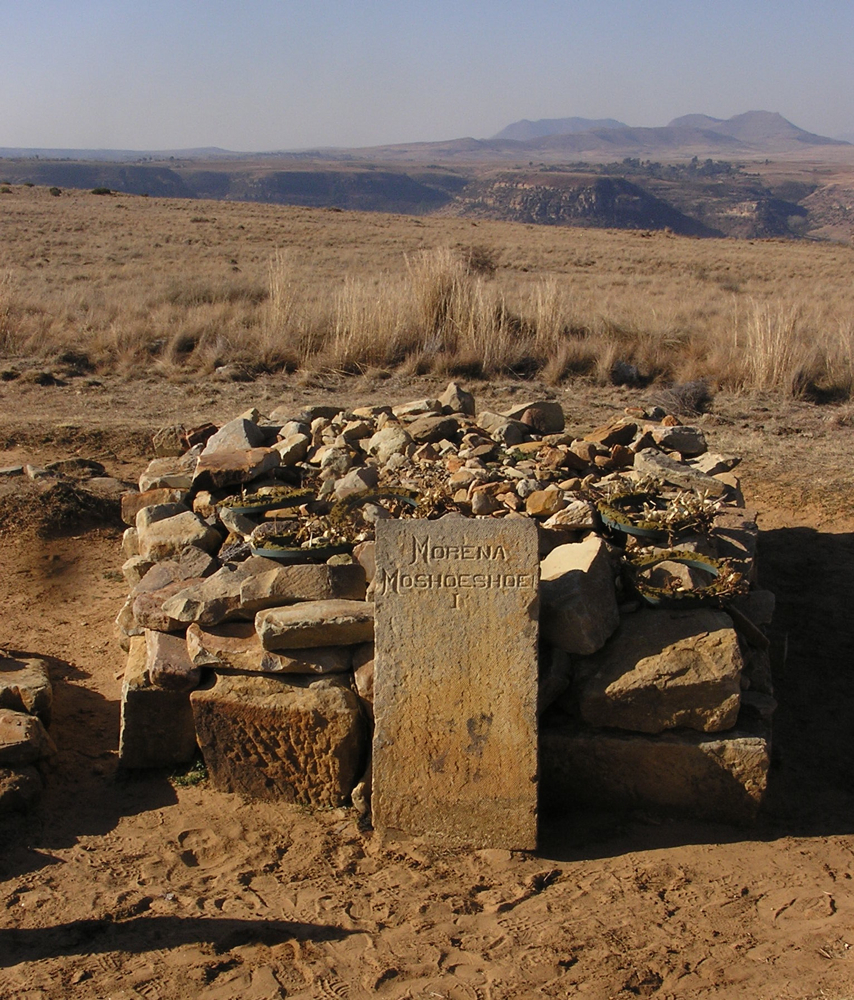
Grab Moshoeshoes I. auf dem Thaba-Bosiu-Plateau

Zu Beginn des 19. Jahrhunderts vergrößerte der Zulu-König Shaka sein Reich immer weiter. Das Gebiet, auf dem die Stämme der Basotho lebten, sollte als Nächstes folgen. Dies war die düstere Zeit der Lifaqane (deutsch etwa: „die Notzeiten“), in der räuberische Horden die Bevölkerung terrorisierten. Es herrschte eine Hungersnot, die so schwer war, dass es zu Kannibalismus kam. In heftigen Auseinandersetzungen war es den Basotho, vereinigt und geführt vom 1820 zum Anführer (morena) ernannten Moshoeshoe I., möglich, sich gegen den Ansturm der Zulu zu wehren und ihr Land zu sichern. Moshoeshoe ließ Festungen in Butha-Buthe (1820) und Thaba Bosiu (1824) errichten, wo er vielen Flüchtlingen Schutz bot. Durch geschickte Verhandlungen – gemäß den Grundsätzen seines früheren Ratgebers Mohlomi – gelang es ihm, sein Einflussgebiet zu erweitern, indem er sich die Gunst und das Vertrauen benachbarter Stämme sicherte. Er wird daher oft als Moshoeshoe der Große bezeichnet und gilt als Gründer der Basotho-Nation. Zur Unterstützung in der Außenpolitik gewann er den französischen Missionar Eugène Casalis von der Société des missions évangéliques de Paris, der 1833 in Morija die erste Missionsstation im Land errichtete, aus der die Lesotho Evangelical Church in Southern Africa (LECSA) hervorging.
Ab dem Jahr 1830 drangen die Buren auf der Suche nach Land für neue Siedlungen vor und überquerten erstmals den Vaal. Als immer mehr Voortrekker als Folge der Spannungen zwischen Buren und Briten am Kap im sogenannten Großen Treck zwischen 1836 und 1838 nach Nordosten zogen, kam es zu Auseinandersetzungen der Europäer mit den Truppen Moshoeshoes. Soldaten aus dem Gebiet des späteren Oranje-Freistaats drangen immer weiter in das Siedlungsgebiet der Basotho, was Moshoeshoe dazu veranlasste, die Briten um Schutz zu ersuchen. 1843 wurde zwischen den Basotho und der britischen Kapkolonie ein Schutzvertrag unterzeichnet, der aber im Jahr 1859 wieder aufgelöst wurde, um die angespannten britischen Beziehungen zu den Burenrepubliken zu entlasten. 1851 schlugen die Basotho die Briten in der Orange River Sovereignty militärisch, baten dann aber nach einer Gegenoffensive der Briten um Frieden. 1858 besiegten die Buren die Basotho im Senekal-Krieg, konnten jedoch Thaba-Bosiu nicht erobern und zogen sich zurück. Im darauf folgenden Treaty of Aliwal North („Vertrag von Aliwal North“) wurde die Grenze im umstrittenen Flussdreieck von Caledon und Oranje auf einer mittleren Linie festgelegt. In den frühen 1860er Jahren erlebten die Buren, die gerade von Subsistenzwirtschaft auf exportorientierte Produktion von Schafwolle umgestellt hatten, zudem eine noch größere Demütigung, als eine große Dürre eine Hungersnot unter ihnen auslöste. Die Buren waren gezwungen, Vieh, Hab und Gut gegen Getreide an die Basotho zu verkaufen bzw. um diesen Handel zu bitten, was ihnen häufig verweigert wurde, da auch bei den Basotho das Getreide knapp wurde. Einem erneuten Angriff der burischen Truppen ab 1865, den Seqiti-Krieg, konnte das Reich Moshoeshoes jedoch nicht standhalten und musste einen Großteil seiner fruchtbaren Gebiete auf dem Highveld westlich des heutigen Lesotho an den Oranje-Freistaat abgeben. Die Buren vertrieben die einheimische Bevölkerung aus den von ihnen besetzten Gebieten, raubten das Vieh und verbrannten, was sie nicht mitnehmen konnten. Als einzige Festung konnte Thaba Bosiu gehalten werden. Kurz vor einer endgültigen Niederlage der Basotho griffen die Briten ein, da sie eine zu große Ausdehnung der Burenstaaten fürchteten, und machten das verbliebene Land im Jahr 1868 als Basutoland zur britischen Kolonie. Moshoeshoe gelang es jedoch, durch geschickte Diplomatie die Autonomie seines Reiches sicherzustellen. Maseru wurde 1869 zur Hauptstadt. 1870 starb Moshoeshoe I. Sein Sohn Letsie I. Moshoeshoe wurde sein Nachfolger. Im Folgejahr ging die Autonomie verloren und Basutoland wurde an die Kapkolonie angeschlossen.

## Britische Kronkolonie Basutoland

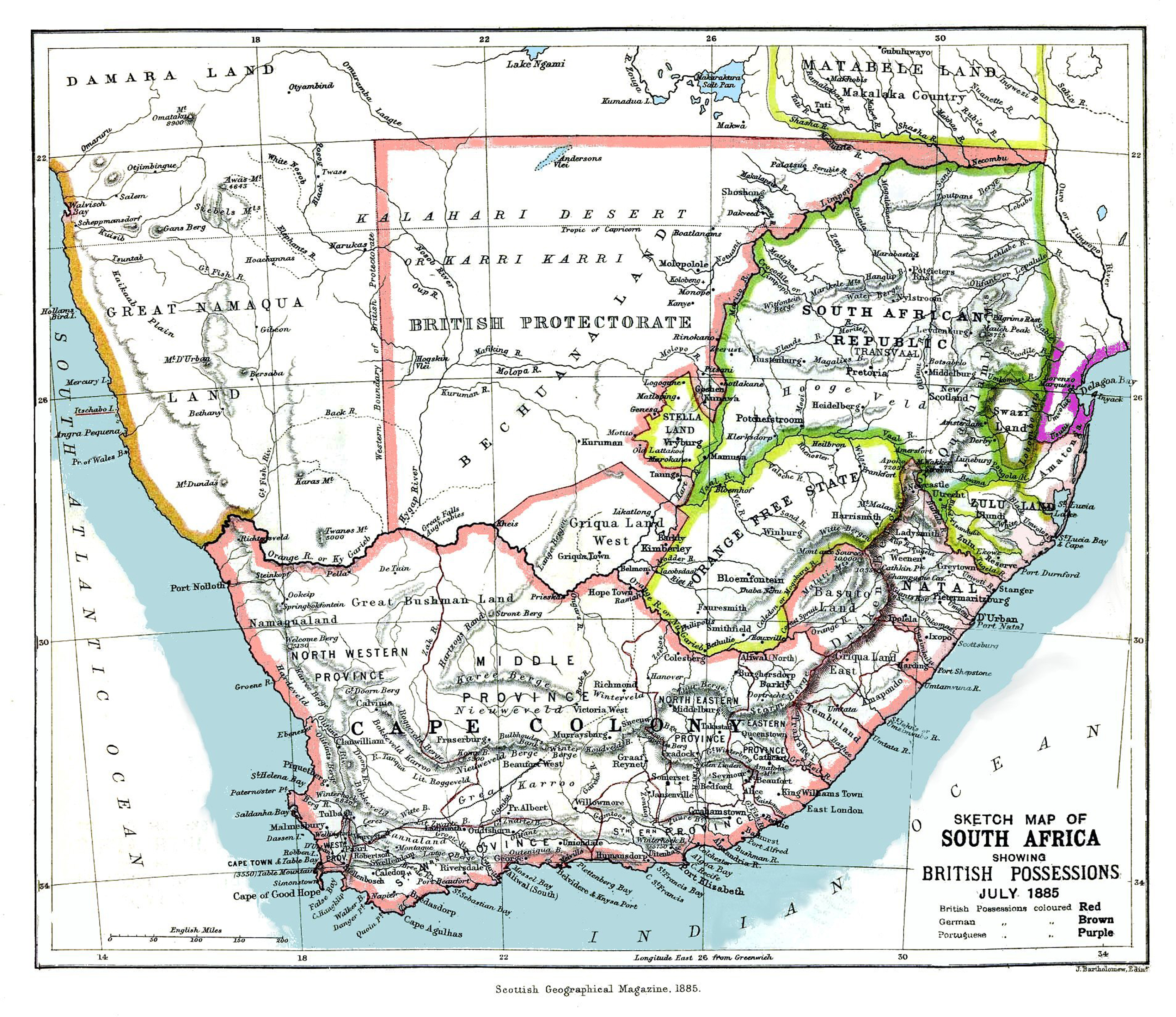
Karte des südlichen Afrikas im Jahr 1885 mit der Kronkolonie Basutoland

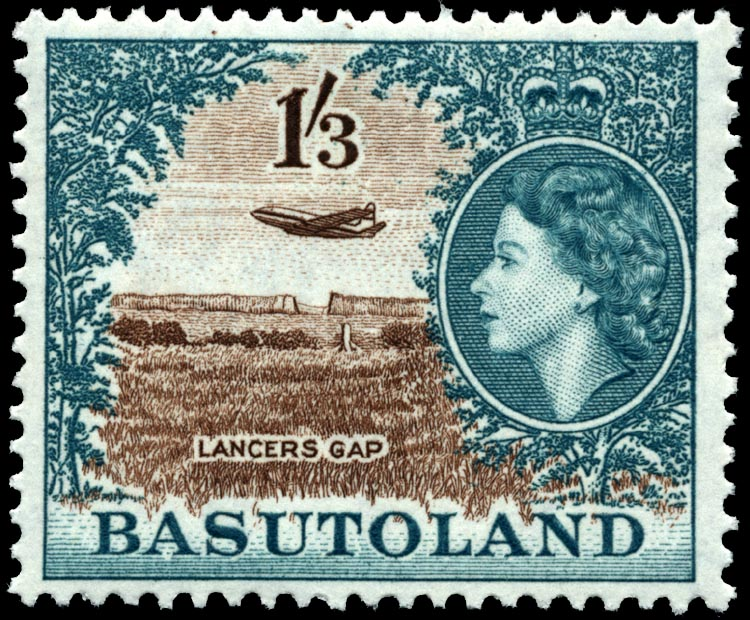
Briefmarke aus der britischen Kolonialzeit

Dem Basotho-Volk unter Letsie I. wurde keine Vertretung im Parlament der Kapkolonie gewährt, woraufhin es zu Aufständen gegen die Briten kam. Dies führte dazu, dass sämtliche Schusswaffen der Basotho konfisziert werden sollten. Die Niederschlagung eines Aufstands von Chief Moorosi bei Mount Moorosi im Süden des Landes und der darauf folgende Gun War („Gewehrkrieg“) zwischen 1880 und 1881 waren für die Kapkolonie derart kostspielig und wirkungsarm, dass Basutoland im Jahr 1884 wieder unter britische Direktherrschaft kam und Kronkolonie wurde. Fortan regierte der morena e moholo (englisch: Paramount Chief) neben dem britischen Resident Commissioner, wobei sich der britische Einfluss vor allem auf die Distrikthauptstädte und die Außenpolitik Basutolands konzentrierte. Die Herrschaft der barena (Plural von morena) hatte basisdemokratische Züge. Jährlich wurde für alle Basotho eine Versammlung abgehalten, pitso genannt, auf der wichtige Entscheidungen gefällt wurden. 1891 starb Letsie I. und wurde durch seinen Sohn Lerotholi Letsie (1836–1905) ersetzt. Lerotholi besiegte 1898 bei Thaba Bosiu seinen Onkel und Widersacher Masopha im Gefecht.
Im südafrikanischen Zweiten Burenkrieg um die Jahrhundertwende gehörte Basutoland nicht zum Kampfgebiet, wurde aber von den Briten für Nachschublinien genutzt. 1903 wurde die landesweite pitso durch ein National Council abgelöst. Nach Lerotholis Tod 1905 folgte sein Sohn Letsie II. Lerotholi (um 1869–1913). Im selben Jahr wurde Maseru an das südafrikanische Eisenbahnnetz angeschlossen. Um 1908 verließen jährlich bis zu 78.000 Basotho die Kronkolonie, um in Südafrika Arbeit als Bergleute oder Landwirte zu finden. Um dieselbe Zeit bildeten sich politische Organisationen jenseits des traditionellen Machtgefüges: die Basutoland Progressive Association, die die Einrichtung eines Parlaments anstrebte, und später der radikalere Lekhotla la Bafo (deutsch etwa: „Rat der einfachen Leute“). Als im Jahr 1910 die Südafrikanische Union gegründet wurde, lehnte Basutoland ebenso wie Betschuanaland (heute: Botswana) und Swasiland die Eingliederung in diesen neuen Staat ab. Damit wurde Basutoland zur Enklave in Südafrika. Der südafrikanische Natives Land Act von 1913 bewirkte, dass Basotho nicht mehr nach dem Prinzip farming by halves auf südafrikanischen Farmen arbeiten durften, bei dem sie die Hälfte des Gewinns an den Grundbesitzer abgegeben hatten. Viele Basotho kehrten daraufhin nach Basutoland zurück. 1913 starb Letsie II.; sein jüngerer Bruder Griffith Lerotholi (um 1873–1939) folgte ihm im Amt.
Am Ersten Weltkrieg nahmen 3000 Soldaten aus Basutoland auf britischer Seite teil. Im Jahr 1938 beschloss die britische Regierung eine Verwaltungsreform, durch die die Zahl der barena und deren Machtfülle drastisch reduziert wurde. Dies und der Strukturwandel innerhalb des Landes, hauptsächlich Verstädterung und bessere Bildungsmöglichkeiten, führte während der folgenden Jahrzehnte zu einem deutlichen Einflussverlust des morena e moholo und der übrigen barena. Griffith versuchte, die barena in die katholische Kirche zu drängen, die das traditionelle System unterstützte. 1939 starb Griffith und wurde durch seinen Sohn Seeiso Griffith (1905–1940) ersetzt, der jedoch schon im Folgejahr starb. Nach kurzer Übergangszeit übernahm 1941 dessen Frau ’Mantšebo (1902–1964) als Regentin die Herrschaft.
Rund 20.000 Soldaten aus Basutoland nahmen auf Seiten der Alliierten am Zweiten Weltkrieg teil. In der Folge wuchs das Bestreben nach Unabhängigkeit Basutolands und führte 1943 bis 1950 zur Einrichtung und Stärkung von District Councils, denen erstmals einige frei gewählte Vertreter angehörten, und ab 1952 zur Gründung mehrerer Parteien. Dazu gehörten der panafrikanische Basutoland African Congress (BAC), später Basutoland Congress Party (BCP), und die Basutoland National Party (BNP), später Basotho National Party, die der römisch-katholischen Kirche nahestand und anfangs eine südafrika-freundliche Politik vertrat. Auch die Gründung des Pius XII College 1945 in Roma, aus dem später die National University of Lesotho wurde, verstärkte das Bestreben nach Unabhängigkeit. Die Regentin akzeptierte den Machtverlust der barena. 1959 wurde die erste Kolonialverfassung unterzeichnet; im Jahr 1960 folgte die erste freie Wahl des Landes, die von der BCP gewonnen wurden. Das Basutoland National Council bestand jedoch noch zur Hälfte aus barena, die ihr Mandat durch Ernennung erhalten hatten. 1960 war auch das Krönungsjahr von Moshoeshoe II., einem Ururenkel Moshoeshoes I. und Verwandten ’Mantšebos. Die folgende Wahl des Jahres 1965 für die neugeschaffene Nationalversammlung gewann die BNP knapp mit 31 von 60 Sitzen; die BCP erhielt 25 Sitze, die monarchistische Marematlou Freedom Party vier Sitze. Der BNP-Vorsitzende Leabua Jonathan gewann jedoch keinen Sitz. Erst nachdem er einen Parteifreund zum Rücktritt gedrängt hatte, konnte er dessen Sitz nach der fälligen Nachwahl übernehmen. Um Jonathan zu stützen, spendete der südafrikanische Ministerpräsident Hendrik Verwoerd 100.000 Säcke Korn.
Die BNP führte Basutoland am 4. Oktober 1966 unter dem neuen Namen Lesotho in die Unabhängigkeit. Als Staatsform wurde die konstitutionelle Monarchie gewählt, erster Premierminister Lesothos wurde Jonathan.

## Seit der Unabhängigkeit 1966

### Herrschaft der Basotho National Party und Militärdiktatur

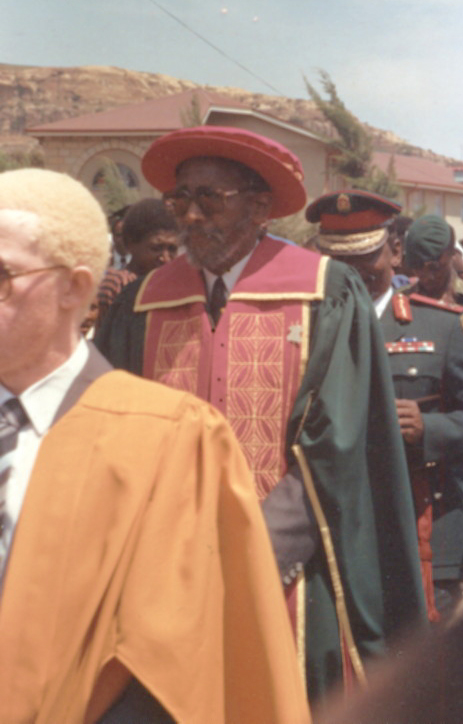
Moshoeshoe II. (Mitte) und Lekhanya (rechts) (1988)

Erste Flagge Lesothos (1966–1987)

Zweite Flagge Lesothos (1987–2006)

Dritte Flagge von 2006

Nach dem Wahlsieg der oppositionellen BCP unter Ntsu Mokhehle in der Wahl von 1970 annullierte Premierminister Jonathan das Ergebnis, setzte die Verfassung außer Kraft, rief den Ausnahmezustand aus und trieb König Moshoeshoe II. für mehrere Monate ins Exil in die Niederlande. Die Police Mobile Unit – die spätere Armee – war maßgeblich an der Unterdrückung der Opposition beteiligt – rund 1000 Oppositionelle wurden getötet. Die verbliebenen Oppositionellen riefen nach der Bekanntgabe einer Übergangsverfassung 1973 eine Exilregierung aus, die allerdings wie die von der BCP gegründete Guerilla-Gruppe Lesotho Liberation Army (LLA) ohne große Bedeutung blieb. Die LLA wurde jedoch von Südafrika als Druckmittel gegen Lesotho und die dort lebenden Mitglieder der in Südafrika verbotenen Anti-Apartheid-Bewegung African National Congress (ANC) genutzt. Die weiße Minderheitsregierung Südafrikas verhängte Sanktionen gegen das wirtschaftlich stark vom großen Nachbarland abhängige Königreich und führte Militäraktionen gegen Lesotho durch. Am 9. Dezember 1982 wurden bei einem Angriff südafrikanischer Bodentruppen in Maseru 42 Menschen getötet.
1985 wurden Parlamentswahlen anberaumt, jedoch von den Oppositionsparteien boykottiert. Die Weigerung Jonathans, dem ANC die Unterstützung zu entziehen und ihn aus Lesotho zu vertreiben, sowie der wachsende Einfluss nordkoreanischer Berater auf die Politik führten nach jahrelangen innenpolitischen Unruhen Anfang 1986 zu einer südafrikanischen Blockade Lesothos. Am 20. Januar 1986 wurde die Regierung in einem unblutigen Militärputsch durch General Justin Metsing Lekhanya gestürzt. Die letzten ANC-Flüchtlinge mussten Lesotho am 25. Januar 1986 verlassen. Die Nationalversammlung wurde aufgelöst, Parteien verboten und ein sechsköpfiger Militärrat mit Lekhanya an der Spitze gebildet. Im selben Jahr wurden die einflussreichen Ex-Minister Desmond Sixishe und Vincent Makhele sowie ihre Frauen in einen Hinterhalt gelockt und ermordet. Die zwei Mitglieder der Militärjunta Sekhobe Letsie und Ngoanatloana Lerotholi wurden dafür 1990 vor Gericht gestellt und verurteilt. Schon bald nach der Machtübernahme unterzeichneten die Regierungen Lesothos und Südafrikas die Verträge über das Lesotho Highlands Water Project, das Südafrika mit Wasser versorgen sollte. 1988 besuchte mit Johannes Paul II. erstmals ein Papst Lesotho. König Moshoeshoe II. war nach dem Putsch mit umfangreichen exekutiven und legislativen Rechten gestärkt worden, faktisch war er aber von der Militärregierung abhängig und wurde 1990 erneut ins Exil in das Vereinigte Königreich getrieben.
Im selben Jahr wurde Letsie III., der ältere Sohn Moshoeshoes II., zum neuen König gekrönt. Im Folgejahr wurde General Lekhanya von Oberst Elias Phisoana Ramaema abgesetzt; Ramaema wurde daraufhin neuer Vorsitzender des Militärrates und leitete im Jahr 1993 die Entstehung einer neuen, demokratischen Verfassung ein.

### Demokratie und politische Instabilität
Die erste freie Wahl nach der Militärherrschaft wurde von der BCP unter Ntsu Mokhehle mit rund 74 Prozent der Stimmen gewonnen. Sie erhielt dank des Mehrheitswahlrechts alle 65 Mandate. Nur ein Jahr später, im August 1994, löste König Letsie III., unterstützt durch die Lesotho Defence Force (LDF), das Parlament wieder auf und setzte Teile der Verfassung außer Kraft. Die Regierung der Putschisten unter Hae Phoofolo musste allerdings nach etwa einem Monat auf Druck Südafrikas und anderer Staaten auseinander, so dass die alte Regierung wieder eingesetzt werden konnte. 1995 kehrte König Moshoeshoe II., der bereits ab 1992 wieder in Lesotho gelebt hatte, auf den Thron zurück. Er verstarb jedoch bei einem Autounfall im Jahr 1996, so dass sein Sohn Letsie III. am 31. Oktober 1997 die Königswürde zurückerhielt. Ebenfalls 1997 zerbrach die regierende BCP. Parteivorsitzender Mokhehle und rund zwei Drittel der BCP-Parlamentarier verließen die Fraktion und gründeten den Lesotho Congress for Democracy (LCD). Die Wahl von 1998 konnte vom LCD unter der Führung von Bethuel Pakalitha Mosisili gewonnen werden. Die Partei gewann 79 der 80 Parlamentssitze. Daraufhin legten rebellierende Oppositionsparteien in blutigen Auseinandersetzungen nahezu das gesamte öffentliche Leben lahm. Aus Furcht vor einem erneuten Staatsstreich wurden Truppen aus Südafrika und Botswana auf Bitten des Premierministers ins Land gerufen, um die Lage zu stabilisieren („Operation Boleas“). Bei Kämpfen mit der LDF gab es zahlreiche Tote auf beiden Seiten. Nach einer Phase der Entspannung und einer Änderung des Wahlrechts konnten die letzten Soldaten 2001 das Land wieder verlassen.
Die Wahl von 2002, die der amtierende Premierminister Mosisili erneut deutlich gewinnen konnte, wurde von der Opposition anerkannt. Dabei wurden nach dem Verhältniswahlrecht erstmals 40 Sitze für Parteien vergeben, die aufgrund des Mehrheitswahlrechts unterproportional vertreten waren. Diese Sitze gingen an oppositionelle Parteien, da die LCD erneut 79 von 80 Direktmandaten gewinnen konnte. Die BNP erhielt so 21 Sitze. Bei der Parlamentswahl 2007 gewann die LCD mit 62 Mandaten. Die 40 zusätzlichen Sitze gingen wie zuvor an andere Parteien. Die LCD-nahe National Independent Party (NIP) verfügte über 21 Sitze, die 2006 als LCD-Abspaltung gegründete All Basotho Convention (ABC) über 17 Mandate. BCP und BNP konnten jeweils nur drei Sitze gewinnen. Im Februar 2012 gründete Mosisili nach internen Streitigkeiten die neue Partei Democratic Congress (DC). Er stellte bis zur Wahl im Mai 2012 weiterhin die Regierung, die aber von den Oppositionsparteien einschließlich des LCD nicht anerkannt wurde.
Bei der Wahl 2012 wurde der DC zwar stärkste Partei, verfehlte aber mit 48 Mandaten die absolute Mehrheit, so dass es in Lesotho erstmals zu einem hung parliament und einer Koalitionsregierung unter dem ABC-Politiker Tom Thabane mit LCD und BNP kam. 2014 wurde die Staatskrise in Lesotho ausgelöst, als Premierminister Thomas Thabane die Nationalversammlung auflöste, um einem Misstrauensvotum seines Koalitionspartners LCD zu entgehen. In der Folge versuchte die Armee, Thabane und die Polizei zu entmachten. Erst durch das Eingreifen der Southern African Development Community (SADC) und dem Vorziehen des fälligen Wahltermins konnte die Krise vorläufig entschärft werden. Bei der Wahl 2015 gewann die ABC zwar deutlich hinzu, eine Koalition aus DC, LCD und fünf kleinen Parteien beschloss aber, Mosisili erneut zum Premierminister zu machen (siehe auch: Kabinett Mosisili IV).
Nach der Flucht dreier führender Oppositionspolitiker, darunter Thabane, ins Ausland und der Ermordung des ehemaligen LDF-Kommandeurs Maaparankoe Mahao durch Militärs im Juni 2015 kam es erneut zu einer Intervention der SADC, die eine Untersuchungskommission, die Phumaphi-Kommission, einsetzte. Außerdem wurde Lesotho zum zweiten Mal in Folge vom Vorsitz des SADC-Sicherheitsgremiums ausgeschlossen. Nachdem sich die Regierung geweigert hatte, den Untersuchungsbericht der SADC zum Tod Mahaos entgegenzunehmen, drohte die SADC mit dem Ausschluss Lesothos aus dem Bündnis. Der Bericht verlangt unter anderem die Absetzung des LDF-Kommandeurs Kennedy Tlali Kamoli, der für die politischen Unruhen verantwortlich gemacht wird, sowie eine Verfassungsreform. Nach Kamolis Absetzung im Dezember 2016 kehrten die drei Oppositionsführer im Februar 2017 nach Lesotho zurück. Am 1. März verlor die Regierung Mosisili ein Misstrauensvotum, so dass für den 3. Juni Neuwahlen ausgerufen wurden. Diese gewann Thabane mit 51 der 120 Sitze, so dass er am 16. Juni 2017 von einer Koalition aus ABC, Alliance of Democrats, BNP und Reformed Congress of Lesotho erneut zum Premierminister gewählt wurde. Nach der Erschießung von LDF-Kommandeur Motšomotšo durch zwei Offiziere im September 2017 stationierte die SADC erneut Sicherheitskräfte in Lesotho. Zuvor war Kamoli verhaftet und wegen Mordes angeklagt worden.
Thabane entzweite sich in seiner zweiten Amtszeit von der ABC, die 2019 versuchte, ihn auszuschließen. Erneut vermied Thabane ein Misstrauensvotum durch Schließung der Nationalversammlung. Seit Januar 2020 wird er des Mordes an seiner früheren Frau im Jahr 2017 verdächtigt; seine Frau ’Maesaiah wurde angeklagt. Thabane wurde schließlich im Mai 2020 zum Rücktritt gezwungen und durch seinen Parteifreund Moeketsi Majoro ersetzt.